# Абдулаввал Нишапури
Абдулавва́л Нишапури́, также известный как Ходжа́ Абдулавва́л Нишапури́ — средневековый персидский учёный и суфий XV века. Известен как автор книги Масмут, где рассказывается о суфийских и философских взглядах видного представителя накшбандийского тариката — Ходжа-Ахрара, его биография и жизненный путь. Рассказывал о политической, социальной и религиозной обстановке того периода. В книге также рассказывается о деятельности Мирзо Улугбека и события во время его жизни. В настоящее время известны о двух экземплярах оригинала этой книги. Первый экземпляр собран Абдурахманом Факихом, второй редкий экземпляр собран в 1598 году. Писал на персидском и арабском языках.
Родился в Нишапуре. Большую часть своей жизни провёл в Хорасане и Мавераннахре, которые в тот период входили в состав могущественной империи Тимуридов. Абдулаввал Нишапури умер в Самарканде, похоронен там же, на кладбище Ходжа-Ахрар, рядом с одноимённым мусульманским комплексом.